# SPD Nordrhein-Westfalen

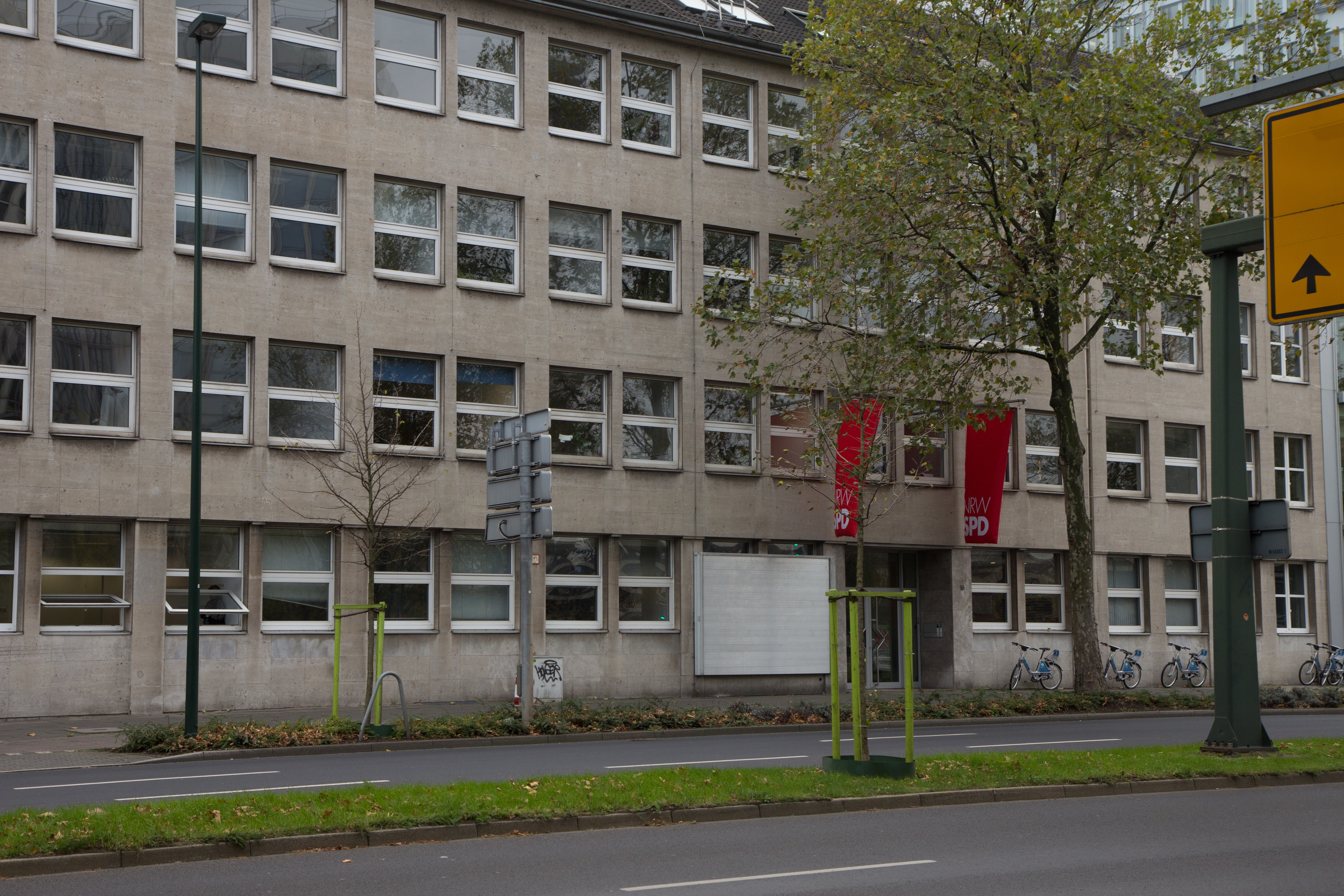
Alte Landesgeschäftsstelle der SPD NRW in der Kavalleriestraße 16 in Düsseldorf (mittlerweile abgerissen für Neubau) (2017)

Die SPD Nordrhein-Westfalen (Eigenschreibweise NRWSPD) ist der Landesverband der Sozialdemokratischen Partei Deutschlands (SPD) im Land Nordrhein-Westfalen. Sie ist mit ca. 89.000 Mitgliedern (Stand Juni 2023) der mitgliederstärkste Landesverband der SPD. Aktuelle Vorsitzende sind seit dem 26. August 2023 Sarah Philipp und Achim Post. Im Landtag stellt die NRW-SPD mit 56 Abgeordneten die größte Oppositionsfraktion. Zuvor stellte sie in einer Koalition mit den Grünen von 2010 bis 2017 mit Hannelore Kraft die Ministerpräsidentin.

## Geschichte

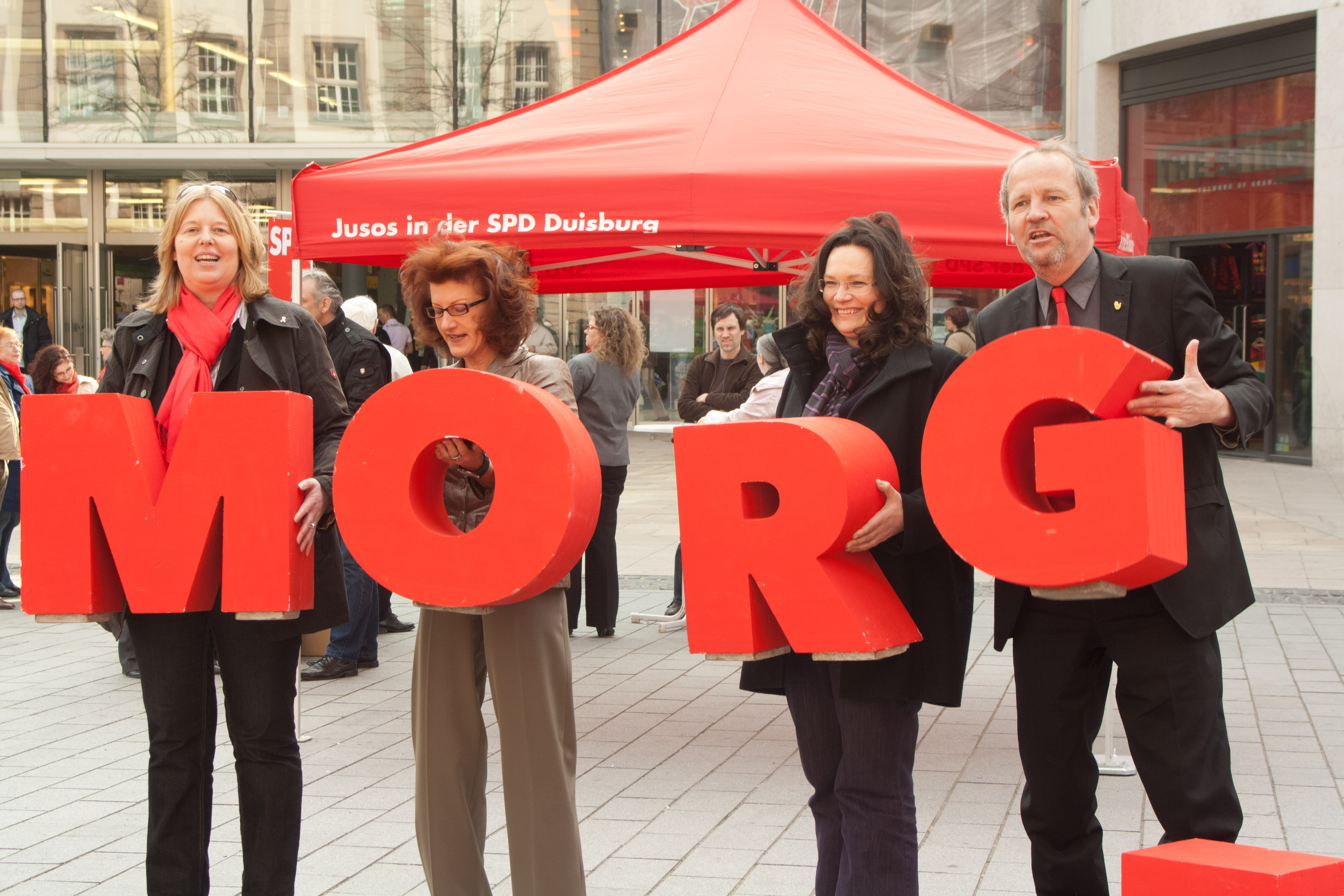
Wahlkampf 2010 mit der SPD-Bundespolitikerin Andrea Nahles (zweite von rechts) in Duisburg

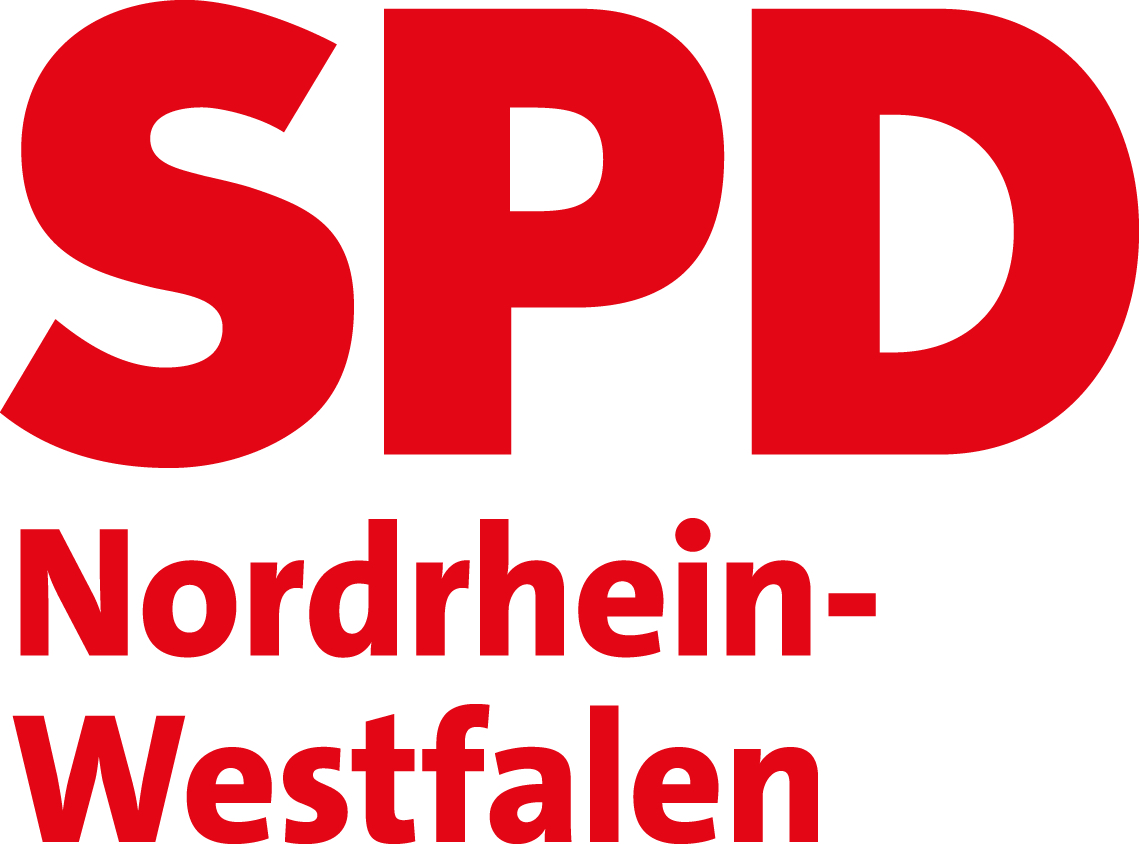
Das neue Logo der NRWSPD ist seit 2022 im Einsatz.

Zur Koordinierung der Landespolitik der vier Bezirke wurde der Landesverband auf dem ersten Landesparteitag 1970 in Dortmund gegründet. Im hierarchischen Aufbau der Partei haben die Bezirke eine wichtige Koordinierungsfunktion zwischen Parteivorstand und Ortsvereinen, während der Landesverband lediglich ein von den Bezirken freiwillig gebildetes Gremium für landespolitische Themen ohne Einfluss in der Parteiorganisation war. In den meisten Bundesländern entsprachen die Bezirke den Ländern und nannten sich ebenfalls „Landesverband“ bzw. im internen Sprachgebrauch zur Unterscheidung von den freiwilligen Landesverbänden mit Bezirken auch „Landesbezirk“. Zu einem solchen Landesbezirk schlossen sich die vier nordrhein-westfälischen Bezirke nach Beschluss der Parteitage 2001 zu Beginn des Jahres 2002 zusammen. Seitdem ist der Landesverband NRW ein Bezirk im Sinne des SPD-Organisationsstatuts, wie in 13 anderen Bundesländern bereits vorher üblich.
Die Partei stellte teilweise in Koalitionen mit der FDP oder den Grünen, teilweise in Alleinregierung die Landesregierung von Nordrhein-Westfalen. In dieser Zeit stellte die SPD den Ministerpräsidenten:
- Fritz Steinhoff (1956 bis 1958)
- Heinz Kühn (1966 bis 1978)
- Johannes Rau (1978 bis 1998)
- Wolfgang Clement (1998 bis 2002)
- Peer Steinbrück (2002 bis 2005)
- Hannelore Kraft (2010 bis 2017)

Seit 1993 findet der Politische Aschermittwoch der SPD Westliches Westfalen im Schwerter Freischütz statt. Die Veranstaltung gilt als eine der wichtigsten Aschermittwochs-Veranstaltungen der Partei; traditionell nehmen neben der nordrhein-westfälischen SPD-Spitze auch zahlreiche prominente Bundespolitiker der Partei an der Veranstaltung teil.

## Struktur
Die Landespartei organisiert sich in vier Regionen, die aus den bis 2001 bestehenden Bezirken entstanden, seitdem aber keine Gliederung im hierarchischen Aufbau der Partei sind, sondern nur noch koordinierende Funktion für die Unterbezirke (in den einzelnen Landkreisen und kreisfreien Städten) besitzen:
- Region Westliches Westfalen (Regierungsbezirke Münster und Arnsberg)
- Region Niederrhein (Regierungsbezirk Düsseldorf)
- Region Mittelrhein (Regierungsbezirk Köln)
- Region Ostwestfalen-Lippe (Regierungsbezirk Detmold)

Unterhalb der Regionen bestehen 54 Unterbezirke (je einer pro kreisfreier Stadt bzw. Landkreis) und etwa 1.100 Ortsvereine.

## Vorsitzende

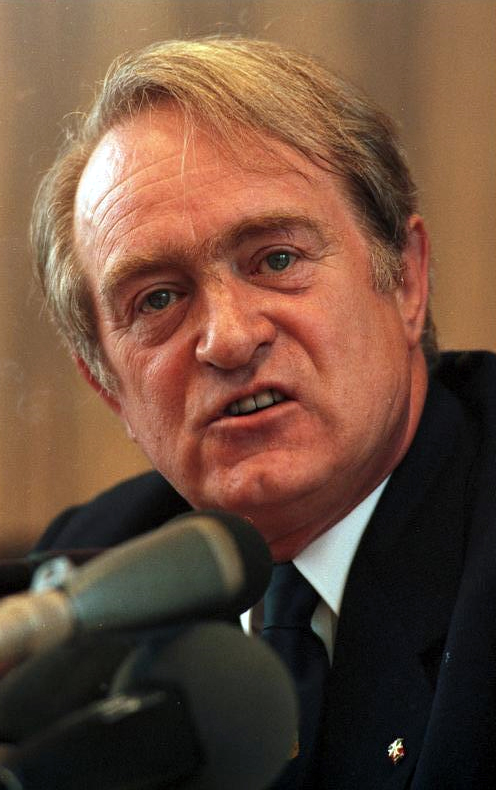
Johannes Rau (1986)

| Jahren    | Vorsitzende-/r               |
| 1970–1973 | Heinz Kühn                   |
| 1973–1977 | Werner Figgen                |
| 1977–1998 | Johannes Rau                 |
| 1998–2001 | Franz Müntefering            |
| 2001–2005 | Harald Schartau              |
| 2005–2007 | Jochen Dieckmann             |
| 2007–2017 | Hannelore Kraft              |
| 2017–2018 | Michael Groschek             |
| 2018–2021 | Sebastian Hartmann           |
| 2021–2023 | Thomas Kutschaty             |
| 2023      | Marc Herter (kommissarisch)  |
| seit 2023 | Sarah Philipp und Achim Post |

## Wahlergebnisse

### Kommunalwahlen
Nach dem Zweiten Weltkrieg stiegen die Kommunalwahlergebnisse der NRW-SPD von 33,4 % (1946) bis auf 46,6 % (1964) an. Seit 1964 sanken sie bis auf ihr bis dahin tiefstes Ergebnis 2004 mit 31,7 %. Bei der Kommunalwahl am 30. August 2009 lag die Partei mit einem Stimmenanteil von 29,4 % erstmals unter der 30-Prozent-Marke.

### Landtagswahlergebnisse der SPD
| Landtagswahlergebnisse | Landtagswahlergebnisse | Landtagswahlergebnisse | Landtagswahlergebnisse |
| Jahr                   | Stimmen                | Sitze                  | Spitzenkandidat        |
| ---------------------- | ---------------------- | ---------------------- | ---------------------- |
| 1947                   | 32,0 %                 | 64                     | Fritz Henßler          |
| 1950                   | 32,3 %                 | 68                     | Fritz Henßler          |
| 1954                   | 34,5 %                 | 76                     | Fritz Steinhoff        |
| 1958                   | 39,2 %                 | 81                     | Fritz Steinhoff        |
| 1962                   | 43,3 %                 | 90                     | Heinz Kühn             |
| 1966                   | 49,5 %                 | 99                     | Heinz Kühn             |
| 1970                   | 46,1 %                 | 94                     | Heinz Kühn             |
| 1975                   | 45,1 %                 | 91                     | Heinz Kühn             |
| 1980                   | 48,4 %                 | 106                    | Johannes Rau           |
| 1985                   | 52,1 %                 | 125                    | Johannes Rau           |
| 1990                   | 50,0 %                 | 123                    | Johannes Rau           |
| 1995                   | 46,0 %                 | 108                    | Johannes Rau           |
| 2000                   | 42,8 %                 | 102                    | Wolfgang Clement       |
| 2005                   | 37,1 %                 | 74                     | Peer Steinbrück        |
| 2010                   | 34,5 %                 | 67                     | Hannelore Kraft        |
| 2012                   | 39,1 %                 | 99                     | Hannelore Kraft        |
| 2017                   | 31,2 %                 | 69                     | Hannelore Kraft        |
| 2022                   | 26,7 %                 | 56                     | Thomas Kutschaty       |

Ministerpräsidenten Nordrhein-Westfalens waren neben den gekennzeichneten Personen auch Fritz Steinhoff von 1956 bis 1958 (nach einem Koalitionswechsel der FDP und einem konstruktiven Misstrauensvotum im Landtag) und, nachdem Wolfgang Clement 2002 Bundesminister geworden war, Peer Steinbrück.